# Westerstetten
Westerstetten ist eine Gemeinde im Alb-Donau-Kreis in Baden-Württemberg.

## Geographie

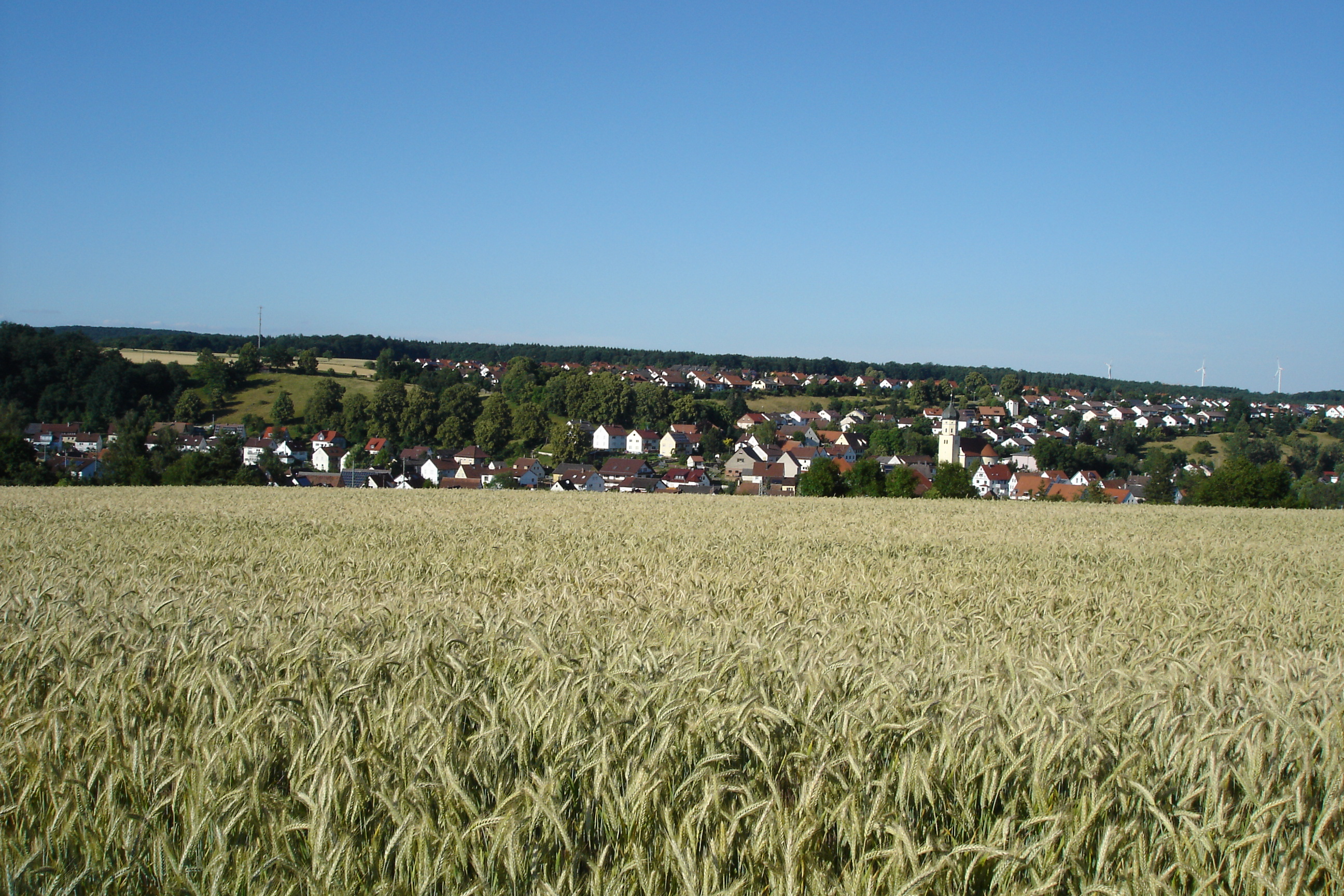
Westerstetten

Westerstetten liegt im Lonetal auf der Schwäbischen Alb ca. 10 km nördlich von Ulm.

### Nachbargemeinden
Die Gemeinde grenzt im Norden an Weidenstetten, im Osten an Holzkirch und Breitingen, im Süden an Beimerstetten, im Südwesten an Dornstadt und im Nordwesten an Lonsee.

### Gliederung

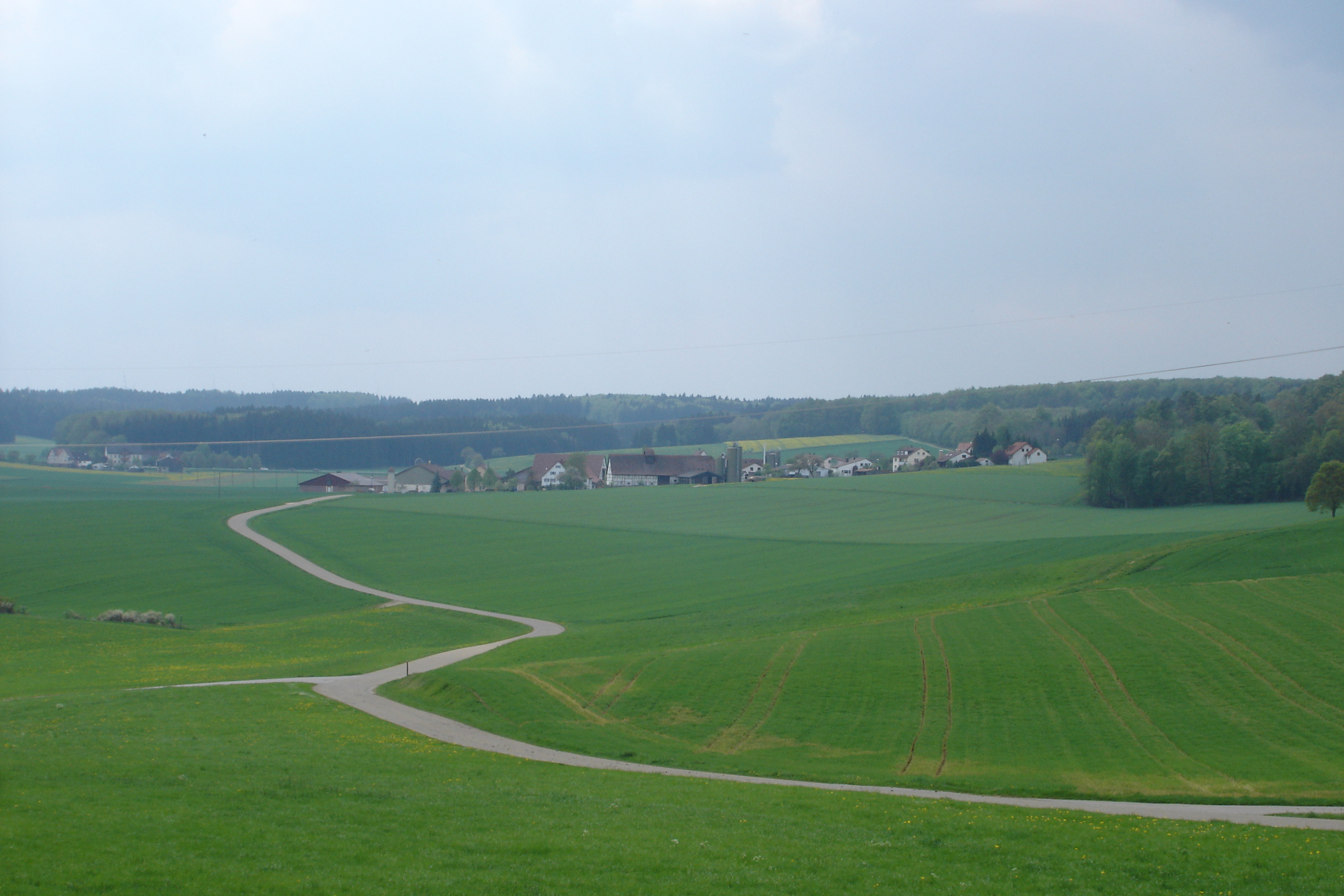
Blick auf Hinterdenkental

Westerstetten umfasst neben dem Hauptort auch die Ortsteile Birkhof, Hinterdenkental und Vorderdenkental.

### Schutzgebiete
Die Landschaft um Westerstetten wurde 1998 als Landschaftsschutzgebiet Westerstetten ausgewiesen. Überdies hat die Gemeinde Anteil am FFH-Gebiet Kuppenalb bei Laichingen und Lonetal.

## Geschichte

### Vor- und Frühgeschichte
Das Lonetal mit seinen Karsthöhlen war bereits in der Steinzeit ein beliebtes Siedlungsgebiet. Da sich auf Westerstetter Gemeindegebiet aber keine Höhlen befinden, sind hier keine nennenswerten Funde gemacht worden.

### Römerzeit
Ab 75. n. Chr. verband eine Römerstraße die Kastelle Ad Lunam bei Lonsee-Urspring und Aquilea bei Heidenheim. Als Alblimes bildete diese Straße zeitweise die Außengrenze des Römischen Reiches. Der Verlauf der Römerstraße ist auf Westerstetter Gemeindegebiet bis heute erkennbar: der Lone entlang führte sie in etwa im Bereich der heutigen Hauptstraße durch den Ort. Am Ortsausgang teilte sie sich in zwei Trassen, von denen eine der Lone folgend Richtung Breitingen führt, während die andere das Lonetal verlässt und in etwa der heutigen Kreisstraße nach Bernstadt entspricht. Eine römische Ansiedlung ist auf Westerstetter Gebiet nicht nachgewiesen.

### Alemannisch-Fränkische Zeit

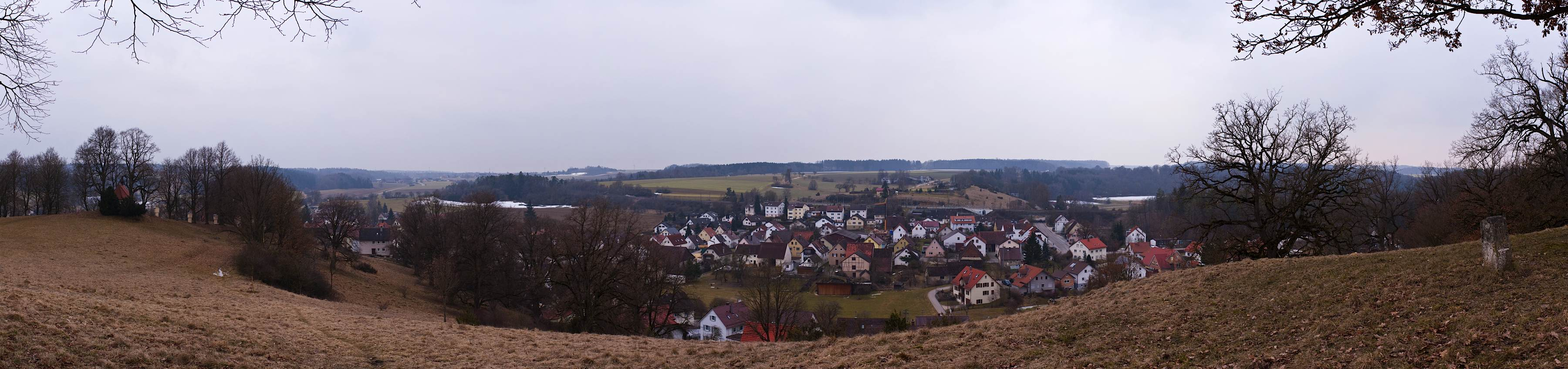
Blick vom Kreuzberg

Nach der Völkerwanderung besiedelten Alemannen die Schwäbische Alb. Zahlreiche Ortschaften in der Umgebung von Westerstetten zeichnen sich durch das Suffix -ingen klar als alemannische Gründungen aus (z. B. Tomerdingen). Dagegen bezeichnet das Suffix -stadt oder -stetten ursprünglich nur eine unbewohnte Stätte, z. B. eine Weide oder Tränke. Der erste Teil des Ortsnamens gibt eine Himmelsrichtung an. Das Pendant zu Westerstetten, der kleine Weiler Osterstetten, liegt acht Kilometer östlich.
Die genauen Ursprünge sind unbekannt. Jedenfalls wurden beim Neubau der Kirche 1717 bis 1721 alemannische Reihengräber gefunden – eine Bestattungsform, die nach 800 zunehmend abgelöst wurde. Auch das Patrozinium des fränkischen Nationalheiligen St. Martin lässt auf eine Kirchenstiftung in jener Zeit und eine zugehörige Siedlung schließen.

### Hoch- und Spätmittelalter

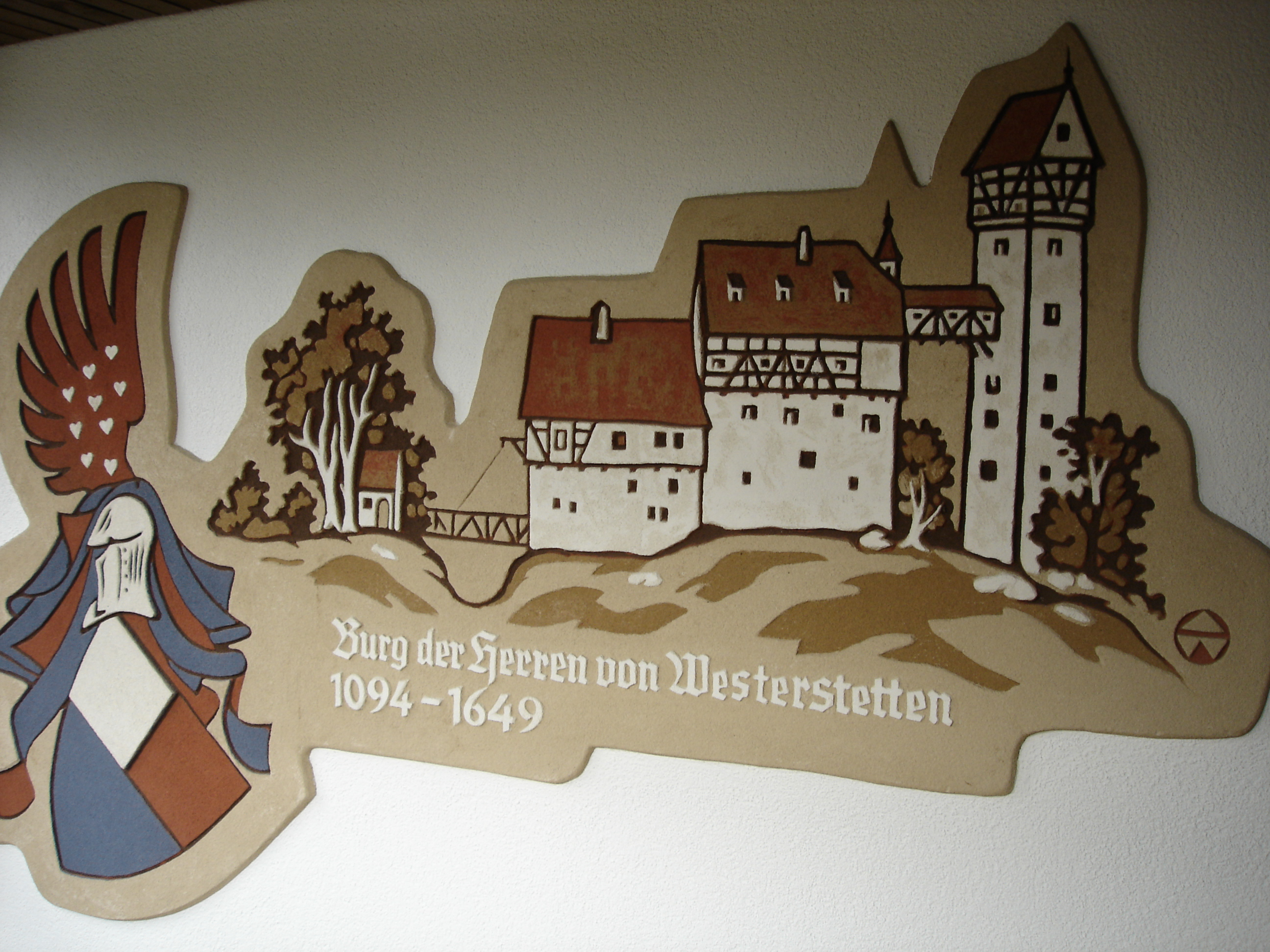
Rekonstruierte Ansicht der Burg der Herren von Westerstetten nebst Wappen. Sgraffito im Westerstetter Rathaus.

Der Ort Westerstetten wurde zwar erst 1225 urkundlich erwähnt, aber bereits 1094 erfolgt die erste Nennung der Herren von Westerstetten. Die Ritteradligen des Ortes waren vermutlich Lehnsnehmer der Herren von Helfenstein. Da zwischen dem 11. und 14. Jahrhundert mehrere derer von Westerstetten höhere Stellen in Klöstern und an Höfen besetzten, ist davon auszugehen, dass das angesehene Geschlecht bereits lange vorher existierte.
Die Herren von Westerstetten residierten auf einer Burg beim heutigen Birkhof. Infolge kriegerischer Auseinandersetzungen zwischen Ulrich von Württemberg, in dessen Diensten die Herren von Westerstetten standen, und dem Schwäbischen Städtebund unter der Führung Ulms wurde die Burg 1378 zerstört, und nur in begrenztem Umfang wiederaufgebaut. 1414 verkauften die Herren von Westerstetten ihren Stammsitz samt Ort an das Kloster Elchingen. Die Burg wurde 1525 endgültig zerstört. Ihr Aussehen wurde in der Mitte des 20. Jahrhunderts rekonstruiert, ein Wiederaufbau aber nicht unternommen.
Im 14. Jahrhundert spaltete sich das Geschlecht derer von Westerstetten in mehrere Linien, die sich an verschiedenen Orten niederließen. Bekanntester Spross ist der Eichstätter Bischof Johann Christoph von Westerstetten aus der Altenburger Linie. Das Geschlecht erlosch 1649.

### Frühe Neuzeit
Von 1414 bis 1803 war Westerstetten im Besitz des Klosters Elchingen. Zusammen mit Tomerdingen und Dornstadt bildete der Ort das Pflegeamt Tomerdingen. Als die kirchliche Herrschaft des Klosters mit dem Reichsdeputationshauptschluss 1803 endete, kam der Ort mit Elchingen zum Kurfürstentum Bayern. Der Grenzverlauf zwischen dem 1806 errichteten Königreich Bayern und dem Königreich Württemberg wurde 1810 per Vertrag endgültig festgelegt und Westerstetten wurde dem württembergischen Oberamt Ulm zugeordnet.

### Württembergische Zeit
1876 erhielt Westerstetten einen eigenen Bahnhof an der Filstalbahn und war damit an das Netz der Königlich Württembergischen Staats-Eisenbahnen angeschlossen.
Bei der Kreisreform während der NS-Zeit in Württemberg gelangte Westerstetten 1938 zum Landkreis Ulm.
Am Ende des Zweiten Weltkriegs wurde Westerstetten im April 1945 von amerikanischen Truppen befreit, nachdem einige „Unbelehrbare“ zuvor versucht hatten, die Alliierten an der Eisenbahnunterführung am Ortseingang aufzuhalten. In dem – im Volksmund sogenannten – Judengrab auf dem Friedhof liegen acht KZ-Häftlinge, die kurz vor Kriegsende ermordet und zunächst im Waldteil „Gurgelhau“ verscharrt worden waren.

### Nachkriegszeit
1945 bis 1952 gehörte Westerstetten zum Nachkriegsland Württemberg-Baden, das 1945 in der Amerikanischen Besatzungszone gegründet worden war. 1952 gelangte die Gemeinde zum neuen Bundesland Baden-Württemberg.
Seit der Kreisreform von 1973 ist Westerstetten Teil des Alb-Donau-Kreises.
Bei der baden-württembergischen Gemeindereform 1975 konnte Westerstetten die Selbständigkeit bewahren. Durch die Ausweisung neuer Baugebiete und die Nähe zu Ulm wuchs der Ort seither auf eine Größe von über 2000 Einwohner an.

### Religion
Westerstetten ist überwiegend katholisch geprägt. Die Pfarrkirche Sankt Martin gehörte schon im 13. Jahrhundert zum Kloster Elchingen. Die katholische Kirchengemeinde Sankt Martin ist heute Bestandteil der Seelsorgeeinheit Lonsee-Westerstetten im Dekanat Ehingen-Ulm.
Die evangelischen Christen werden von der Pfarrei in Beimerstetten betreut.
Siehe auch: Bauwerke und Sehenswürdigkeiten (Pfarrkirche St. Martin); Religiöse Vereinigungen in Westerstetten und den Ortsteilen

## Bürgermeister
Im November 2011 wurde Alexander Bourke (parteilos) mit 68,4 Prozent der Stimmen zum neuen Bürgermeister gewählt. Vorgänger im Amt war Hermann Krieger (Bürgermeister 1987–2011).

## Kultur, Wirtschaft und Infrastruktur

### Bauwerke und Sehenswürdigkeiten
- Pfarrkirche St. Martin

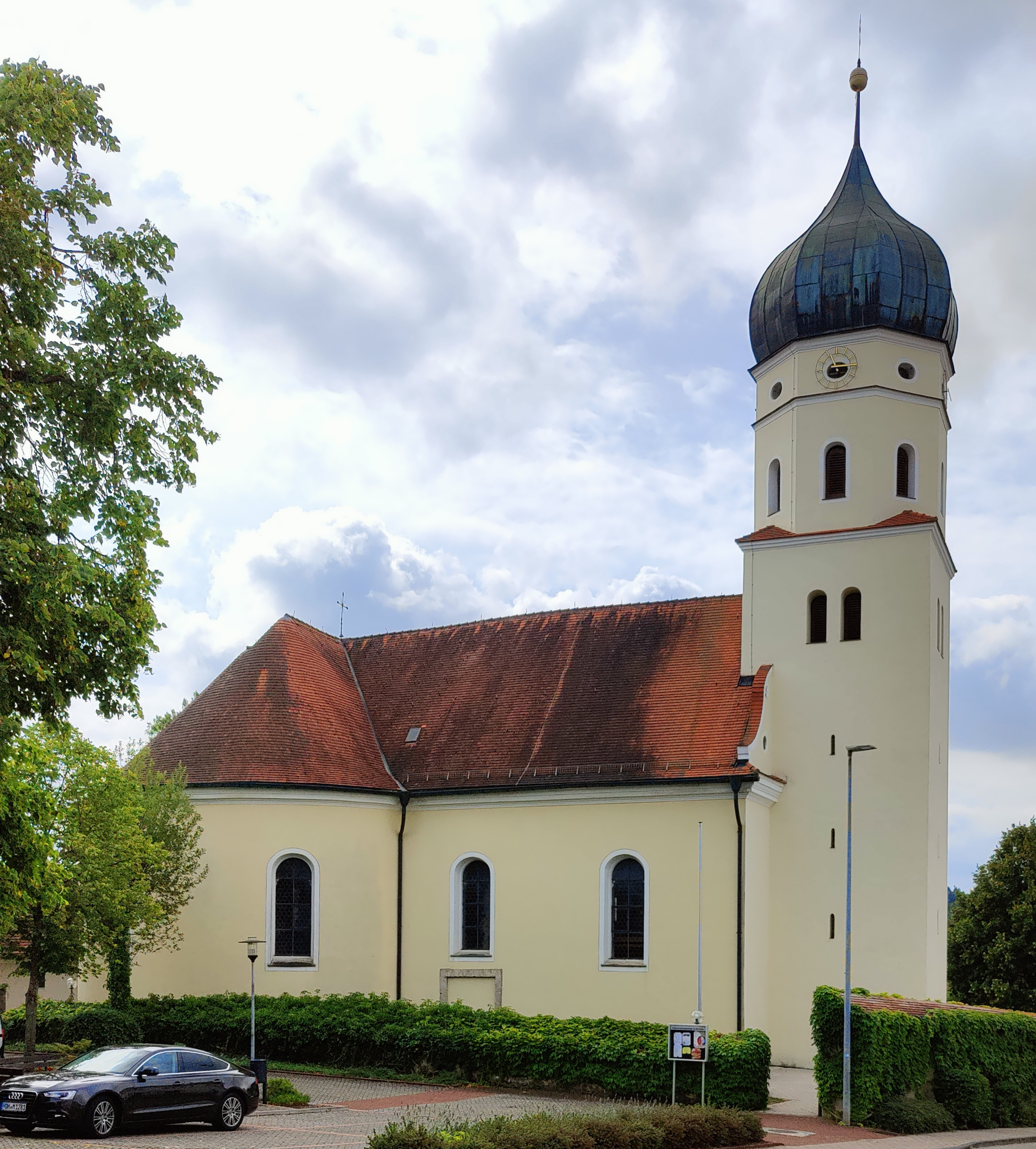
St.-Martins-Kirche in Westerstetten

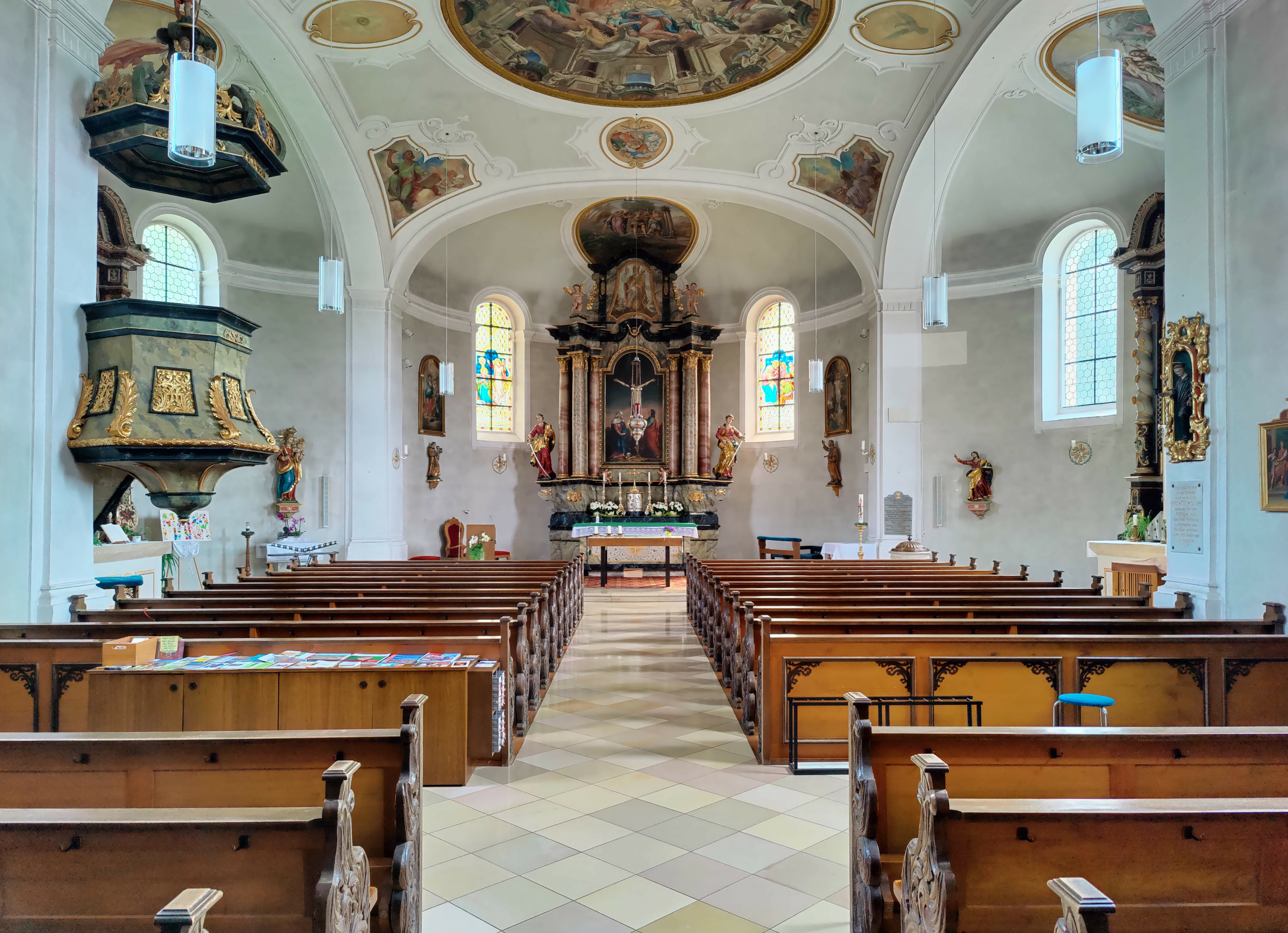
Innenraum (2022)

Die in der Ortsmitte gelegene St.-Martins-Kirche ist das Schmuckstück der Gemeinde. Das bedeutende spätbarocke Bauwerk wurde in den Jahren 1717 bis 1721 vermutlich nach Plänen des Elchinger Klosterbaumeisters Christian Wiedemann gebaut. Der Unterbau des Turms stammt aus dem 13./14. Jahrhundert, die Zwiebelturmspitze wurde 1710 aufgesetzt. Die Ausstattung ist uneinheitlich und spiegelt so den Weg der Kirchengemeinde wider. Hochaltar, Kanzel und Gestühl stammen aus der Erbauungszeit, die beiden Seitenaltäre sind älter und standen wohl ursprünglich in der Elchinger Klosterkirche. 1892 wurde die Kirche barockisierend ausgemalt: Das Hauptdeckengemälde zeigt die Aufnahme Mariens in den Himmel, das Deckengemälde des Schiffes den Kirchenpatron St. Martin bei der Mantelteilung. Der Heilige Martin ist auch auf zwei weiteren Bildern dargestellt, im hintersten Deckengemälde (verdeckt durch die Orgel) als Eremit und im oberen Bild des Hauptaltars als Bischof in Westerstetten. 1983 bekam die Kirche ein neues Geläut mit vier Glocken. Seit Juli 2008 ist eine neue Orgel, erbaut von Georges Heintz, auf den beiden rückseitigen Emporen installiert. 2013 wurde außerdem eine Truhenorgel angeschafft.
- Kreuzberg mit Kreuzweg

Der Kreuzweg auf den Kreuzberg wurde im Jahr 1868 angelegt und im Februar 1869 eingeweiht. Im Jahr 1947 wurde die heutige Kreuzberg-Kapelle als Ersatz für einen Vorgängerbau erbaut.
- Neues Rathaus

Das neue Rathaus wurde 1984 eingeweiht. Sehenswert ist ein Sgraffito des Westerstetter Stuckateur- und Gipsermeisters Adolf Wengemeyer im Treppenaufgang, das das Westerstetter Wappen sowie eine Ansicht der ehemaligen Burg zeigt.
- Eisenbahnmuseum im Alten Bahnhof

Nach der Errichtung eines neuen Bahnhofs 2005 wurde der alte Bahnhof von der Gemeinde erworben und bis 2007 von den Modellbahnfreunden Westerstetten e. V. renoviert. Ein kleines Eisenbahnmuseum dokumentiert die regionale Geschichte des Bahnhofs und des Bahnbetriebs.

### Verkehr

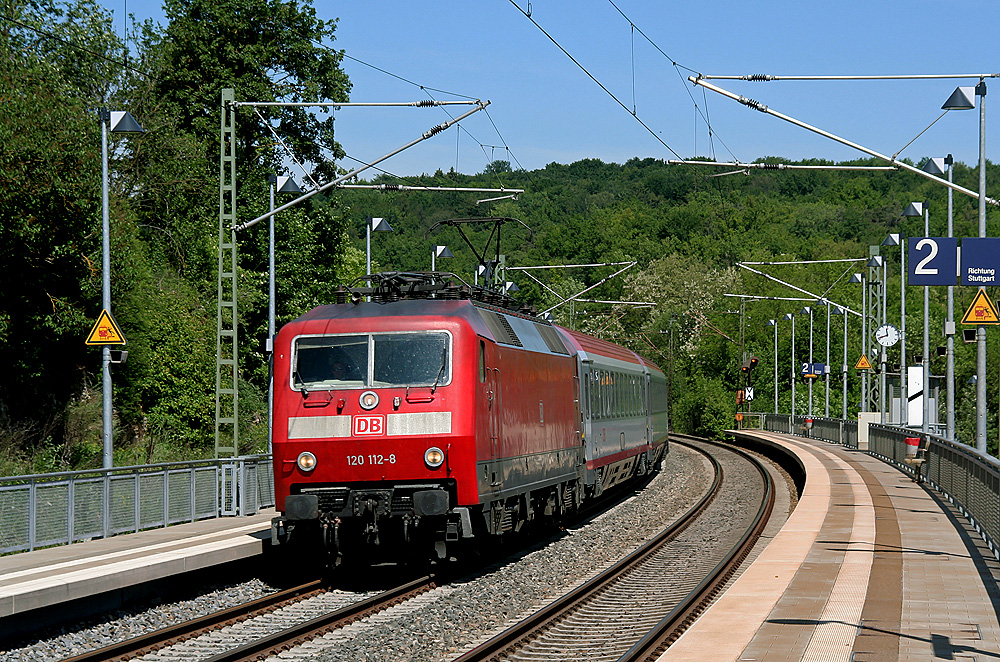
Ein EuroCity durchfährt den Bahnhof Westerstetten

Westerstetten liegt an der Filstalbahn von Stuttgart nach Neu-Ulm und verfügt seit August 2005 über einen neu gebauten Bahnhof, der den vorigen Bahnhof ersetzt. Im Stundentakt verkehren Metropolexpress-Züge nach Ulm und Stuttgart.

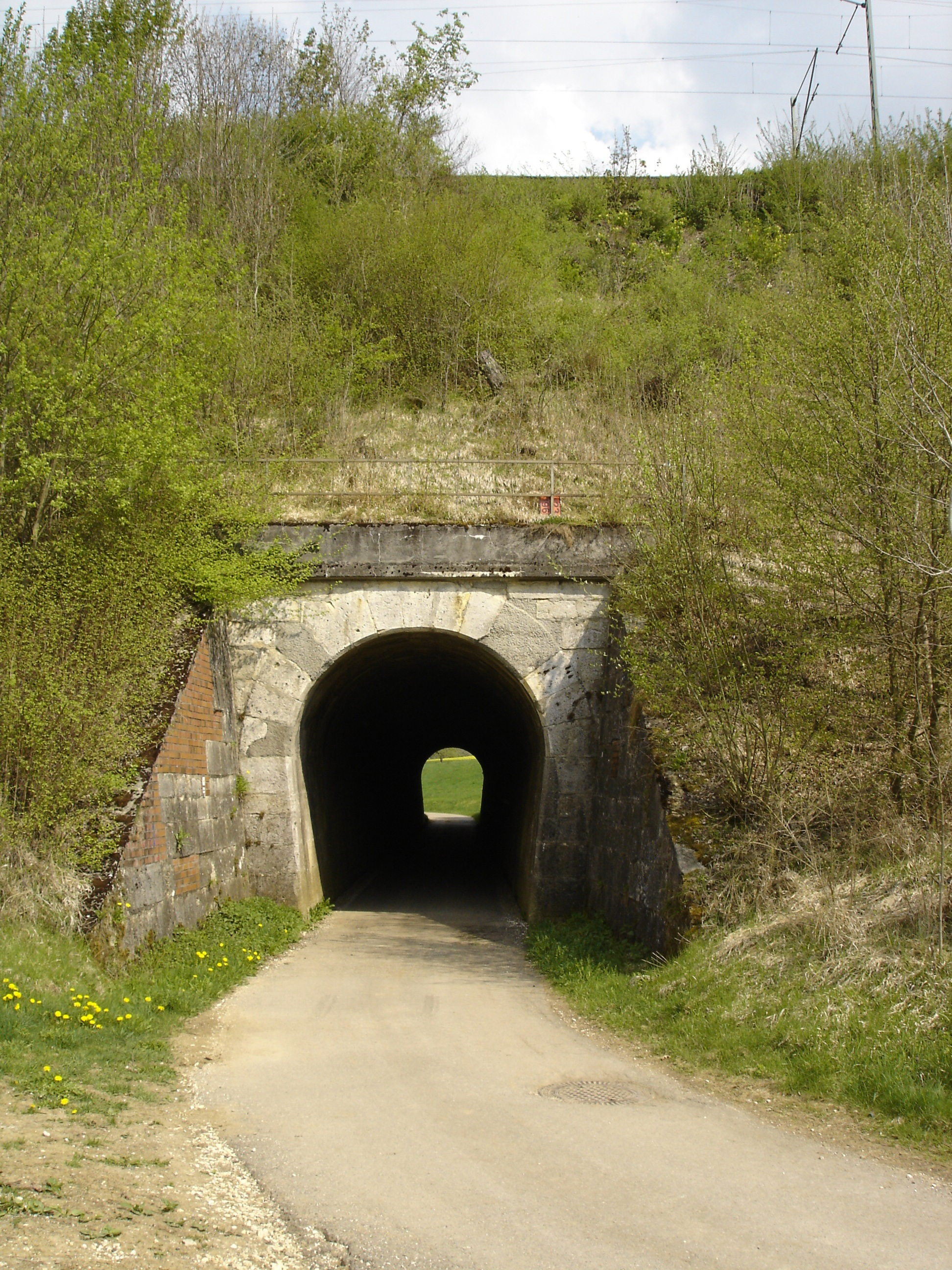
Bahnunterführung ins Ulmer Tal aus dem Jahr 1848

Um die Eisenbahnstrecke zu überqueren, gibt es auf Westerstetter Gemarkung nur vier Möglichkeiten: Die Eisenbahnbrücke zwischen dem Birkhof und Vorderdenkental; die 1994 erneuerte Unterführung am Ortseingang; die original aus dem Jahr 1848 stammende durchaus sehenswerte, aber nur für landwirtschaftlichen Verkehr, Radfahrer und Fußgänger offene Unterführung ins Ulmer Tal; sowie die ebenfalls von 1848 stammende Fußgängerunterführung mit Treppen, die Nachtdol genannt wird.
An das überregionale Straßennetz ist Westerstetten gut angebunden durch die Bundesstraße 10, die bei Hinterdenkental über Westerstetter Gemarkung verläuft.
Durch eine Alltagsroute aus dem Radnetz Baden-Württemberg ist Westerstetten über Lonsee und Amstetten mit Geislingen an der Steige und in der anderen Richtung über Beimerstetten mit Ulm verbunden.
Der Albtäler-Radweg führt als Landes-Fernradweg durch Westerstetten; es handelt sich um einen Rundkurs zwischen Römerstein und Giengen an der Brenz. Er verläuft von Amstetten ins Lonetal durch Westerstetten, an Breitingen vorbei und zweigt unterhalb von Bernstadt beim Naturdenkmal Fohlenhaus nach Langenau ab.

### Wirtschaft
Bis weit ins 20. Jahrhundert hinein war Westerstetten landwirtschaftlich geprägt. Heute existieren in Westerstetten und den Teilorten einige wenige landwirtschaftliche Vollerwerbsbetriebe. Ein großer Teil der Erwerbstätigen arbeitet in anderen Bereichen und profitiert als Pendler von der guten Straßen- und Schienenanbindung des Ortes nach Ulm.
Westerstetten verfügt über zahlreiche alteingesessene sowie neu gegründete Handwerks- und Dienstleistungsbetriebe. Für Firmenneubauten wurde das Gewerbegebiet Häuslesäcker ausgewiesen. Sichtbarstes Unternehmen ist der Steinbruch in der Nähe des alten Bahnhofs, in dem seit Jahrzehnten Jura-Kalkstein abgebaut und zu Schotter und Kalk verarbeitet wird.
Eine forstwirtschaftliche Besonderheit bildet das in Westerstetten bestehende Realrecht. In der Gemeinde existiert kein Privatwald. Stattdessen steht altansässigen Familien jährlich eine bestimmte Menge Festholz und ein Reisigteil aus dem Gemeindewald zu. Das von den Waldarbeitern der Gemeinde geschlagene Holz wird im Lauf des Winters in einer Reallos-Verteilung an die Berechtigten ausgegeben.

### Vereine
Westerstetten verfügt über ein reges Vereinsleben. Mit Ausnahme der konfessionellen musikalischen Vereinigungen (Kirchenchor und Posaunenchor) und der Motorradfreunde sind alle Vereine im Westerstetter Vereinsring organisiert und veranstalten gemeinsam das Dorffest, das jedes Jahr in und vor der Lonetalhalle stattfindet.
Die Vereine im Einzelnen:
musikalische Vereinigungen
- Gesangverein Vorderdenkental e. V. (gemischter Chor)
- Liederkranz Westerstetten e. V. (gemischter Chor)
- Musikverein Westerstetten e. V. (Jugendkapelle und Blasorchester)
- evangelischer Posaunenchor
- katholischer Kirchenchor St. Martin (Jugendchor und gemischter Chor)

Vereine mit sportlichen Aktivitäten
- Schützenverein Westerstetten
- Schwäbischer Albverein
- TSV Westerstetten

weitere Vereine
- BUND-Ortsgruppe Westerstetten
- Freiwillige Feuerwehr Westerstetten
- Landfrauenverein Westerstetten
- Modellbahnfreunde Westerstetten
- Motorradfreunde Westerstetten

### Sport
Westerstetten verfügt über mehrere Sportanlagen, die von Vereinen betrieben oder genutzt werden oder der Öffentlichkeit zur Verfügung stehen.
- Lonetalhalle (Mehrzweckhalle und gleichzeitig Sporthalle der Grundschule)
- Sportplatz mit Vereinsheim des TSV Westerstetten und verschiedenen Freiluft-Sporteinrichtungen, u. a. Fußballfeld, Dreifach-Faustballplatz, Tennisplätze, Beachvolleyballfeld und Minigolfanlage
- Schützenhaus des Schützenvereins Westerstetten
- Kegelbahn in der Lonetalhalle

Darüber hinaus bietet die abwechslungsreiche Landschaft im Lonetal und den angrenzenden Höhen ein ideales Umfeld zum Wandern, Radfahren, Jogging, Nordic Walking und bei genügend Schnee im Winter sogar zum Skilanglauf.

### Bildung
In Westerstetten besteht ein Kindergarten, der bis in die 1980er Jahre von der katholischen Kirchengemeinde St. Martin, seither von der bürgerlichen Gemeinde betrieben wird, sowie eine Grundschule. Weiterführende Schulen befinden sich in Dornstadt (Haupt- und Realschule) sowie in Ulm (alle Schulformen).

### Religiöse Vereinigungen
Durch die Zugehörigkeit zum Kloster Elchingen ist Westerstetten traditionell überwiegend katholisch, während die drei Ortsteile Birkhof, Vorder- und Hinterdenkental überwiegend evangelisch sind.
Die Katholiken gehören der Pfarrei St. Martin Westerstetten an. Diese Pfarrei umfasst neben Westerstetten auch die überwiegend evangelischen Gemeinden Altheim (Alb), Weidenstetten, Holzkirch, Breitingen und Neenstetten als Filialgemeinden. Damit ist sie die flächenmäßig größte Pfarrei der Diözese Rottenburg-Stuttgart. Die Pfarrei bildet zusammen mit der Pfarrei Mariä Königin Lonsee eine Seelsorgeeinheit.
Die evangelischen Christen in Vorderdenkental und Westerstetten gehören zur Kirchengemeinde Beimerstetten-Vorderdenkental. In Vorderdenkental existiert die evangelische Gustav-Adolf-Kirche. In Westerstetten genießen sie für Gottesdienste Gastrecht in der katholischen St-Martins-Kirche.
Die evangelischen Christen aus Hinterdenkental gehören der Kirchengemeinde Luizhausen an.
Durch Zuzüge und Übertritte finden sich in Westerstetten inzwischen auch Mitglieder anderer Konfessionen und Religionsgemeinschaften, die allerdings keine Gottesdienstgelegenheiten in Westerstetten besitzen.

## Persönlichkeiten

### Ehrenbürger
- Monsignore Ernst Tatarko (katholischer Ortspfarrer 1958–2001); verstorben am 5. August 2013[9]
- Hermann Krieger (Bürgermeister 1987–2011)

### Söhne und Töchter der Gemeinde
- Heinrich von Westerstetten (um 1355), württembergischer Adliger
- Benedikt Denzel OSB, (1692–1767), Abt der Reichsabtei Ochsenhausen

## Sonstiges
Nach Westerstetten benannt (Westerstetten-Muster) wurde eine geologische Struktur unklarer Entstehung.